# Tsantali
Tsantali (griechisch Ευάγγελος Τσάνταλης α.ε. - Οινοποιία) ist ein Weingut aus Agios Pavlos auf der Halbinsel Chalkidiki, die Anbaugebiete befinden sich in Makedonien und Thrakien. Neben Weinen werden auch Spirituosen (Tsipouro und Ouzo) produziert.
Das Unternehmen wurde 1890 von Evangelos Tsantalis gegründet. 1945 eröffnete Tsantali eine Destillerie in Thessaloniki. Seit 1971 wurde der Weinanbau am Berg Athos durch Tsantali reaktiviert, dort werden Bio-Weine erzeugt, sowie der mehrmals ausgezeichnete Abaton. 1975 begann der Export der Weine. Ungefähr 50 % der Produktion wird heute ins Ausland verkauft, der größte Teil davon nach Deutschland. 1991 wurde das staatliche Weingut am Olymp Rapsani übernommen.
Das Unternehmen ist gegenwärtig eins der größten Weingüter in Griechenland (→ Weinbau in Griechenland) und produziert 18 Millionen Flaschen im Jahr.